# 福間未紗
福間 未紗（ふくま みさ、1964年11月29日 - ）は、日本のシンガーソングライター。ギターの弾き語りを中心としたフォーク風の楽曲に電子音を組み合わせ、広大な宇宙を思わせる独特の世界を創出している。ミュージシャンの福間創は弟、ミュージカル女優の福麻むつ美（元宝塚歌劇団花組男役・翼悠貴）、元宝塚歌劇団月組娘役の翼ひかる（ミュージカルスクール・スタジオTSUBASA 主宰）は実の姉。

## 略歴
- デビュー前はFM東京で構成作家として活躍。
- 1987年　串田和美率いるオンシアター自由劇場に入団。演劇、舞台美術を学ぶ。シアターコクーン杮落し後、退団。
- 1989年
  - フォークバンドRISUを結成[1]。初期メンバーは福間未紗（ボーカル、ギター）の他に漫画家の友沢ミミヨ（大正琴）とイラストレーターのワカバヤシチカ （パーカッション）。
- 1991年
  - 映画『菊池』（監督:イワモトケンチ）に出演。ベルリン国際映画祭・フォーラム部門に正式出品され「ヴォルフガング・シュタウテ賞」（新人賞）を受賞。その後、日本で単館公開され、ロンドン、パリ、ニューヨーク、シカゴで公開。
- 1992年
  - RISUが解散、ソロとして活動する。
- 1993年
  - 「THE RECORD HUNTER」(HAJIME TACHIBANA DESIGN presents.)監督：中野裕之　主演：竹中直人（竹中の助手役で出演 ）
- 1996年
  - アルバム「モールス」（リスペクトレコード）発表。
- 1997年
  - アルバム「君の友達」（リスペクトレコード）を発表。
- 1999年
  - アルバム「ダークネス・アンド・スノウ」（ミディクリエイティブ）発表。
  - アルバム「フェスタ・マニフェスト」（ミディレコード）発表。
  - 2nd～4thまでのジャケットデザイン、ライナーフォトブック、全てのアートディレクションを加藤靖隆が手掛ける。
  - 「モールス」から「フェスタ・マニフェスト」までの4枚のアルバム全体は福間未紗本人によって「福間宇宙四部作」とされている。四部作の構想はデビュー以前からずっとあたためており、20世紀中に完成させることが悲願であった。
- 2000年
  - アルバム「ドロップス・ウィル・キス」（ミディレコード）を発表。
  - RISU時代の音源を収録したアルバム「THE BEST OF RISU ~PAST FUTURE FOLK SONGS~」(エンペラーレコード）を発表。
- 2002年
  - 4月2日、渡米。
  - 11月に結婚。
- 2003年
  - 男児を出産。子育てに専念するため活動を一時休止。
- 2008年
  - 11月のライブから音楽活動を再開する。現在は二児の母でもある。

主な参加アルバム
- ピエール・バルー『一期一会・Itchi go Itchi e 』「pius Loin」（1998/オーマガトキ）
- 清水靖晃『CINEFIL』「Orange」（2001/Digital MediaLab.,Inc.）
- 「Rhythm mastas」by.ムラサキスポーツ(1999/avex)　“THE CONCORDE”(福間創・福間未紗・斎藤哲也）名義で「Questioned One Hundred」「Grand Cross Thousand」を提供。

過去の出演作品
- 日比野克彦「HIBINO THEATRE」制作・出演。(1985/ 衣装・内藤こづえ/振付・南流石）
- 「活人」創刊号*秋山道男責任編集（1985/衣装・安野ともこ）
- 冗談画報（1986） - 1985~87/高級芸術協会に入会後、西条昇率いるサイジョーズ（振付・ラッキィ池田/歌詞・しりあがり寿）に参加。横町こすず（横町慶子）と共にダンス＆コーラスを担当　
- TV's TV 中野裕之/川口真央(1987)
- AV天国(HAJIME TACHIBANA DESIGN presents.)立花ハジメ/中野裕之監督 （1987）
- 「AOI SAKANA」小島淳二（1988）
- 「Room service」小島淳二（スパイラルホール/1992）
- 『i-D Japan』創刊号（1991/写真・小野幸夫）
- 浅葉克己「STOP AIDS」ポスター（1992）
- 「Photo Photo Everyday」横尾忠則（1999/ 筑摩書房）
- 「東京サーカス―大野純一ポートレイト写真集1990‐2000」大野純一 （2000/ビブロス）